# 上野順恵
上野 順恵（うえの よしえ、1983年7月1日 - ）は、北海道紋別郡湧別町生まれ、旭川市出身の日本の女子柔道選手。階級は63kg級。段位は六段。身長163cm。血液型はO型。得意技は体落、大外刈、寝技。2018年現在は三井住友海上女子柔道部でコーチを務めている。姉はアテネオリンピックおよび北京オリンピック女子柔道70kg級金メダリストの上野雅恵で、妹の上野巴恵は70kg級の世界ジュニアチャンピオン。2016年からは全日本女子代表チームのコーチに就任した。

## 経歴

### 高校まで
柔道は3歳の時に両親が運営していた湧別町道場で始めた。小学生時代にはいじめられていたこともあったが、柔道をやっていたことでだんだん強くなり、自分に自信が持てるようになっていったという。旭川市立六合中学校に入学すると、全国中学校柔道大会に1年の時は52kg級、2年の時には56kg級で出場するが、決勝トーナメント1回戦で下諏訪中学の徳久瞳に上四方固と判定でそれぞれ敗れた。3年の時には56kg級で2位となった。旭川南高校に進むと、全国高校選手権63kg級において、同級生で後に57kg級の世界チャンピオンとなる当時52kg級の佐藤愛子とともに2年連続優勝を成し遂げた。3年の時には国体少年女子の部で佐藤とともに北海道チームの優勝に貢献すると、全国女子体重別決勝では元世界チャンピオンである筑波大学の前田桂子を有効で破って優勝を飾った。福岡国際では決勝まで進むも筑波大学の谷本歩実に指導で敗れた。

### 社会人時代

#### 2002年
2002年3月のハンガリー国際でシニアの国際大会初優勝を飾った。4月には姉の雅恵が所属する三井住友海上に入社すると、体重別決勝では谷本を注意で破って初優勝を飾ったが釜山アジア大会代表には選出されなかった。続いて全日本女子選手権にも出場して準々決勝で筑波大学の薪谷翠に横四方固で敗れたものの5位となった。5月にはフランスジュニア国際で優勝した。6月の実業柔道団体では早くもチームの優勝に貢献することになった。9月には済州島で開催された世界ジュニアにおいてオール一本勝ちの優勝を果たした。続いてバーゼルで開催されたワールドカップ国別団体戦では準決勝のフランス戦でリュシ・デコスを合技、決勝のキューバ戦ではアナイシス・エルナンデスを注意で破りチームの優勝に大いに貢献することとなった。しかし、11月の全国女子体重別で3位にとどまると、12月の福岡国際では決勝で谷本に一本背負投で敗れて2年連続2位に終わった。

#### 2003年
2003年2月のフランス国際決勝では世界チャンピオンであるベルギーのジェラ・バンデカバイエに有効で敗れて2位となった。4月の体重別決勝では谷本をGSの末に2-1の判定で破って2連覇を達成して、70kg級で優勝した姉との姉妹優勝を果たしたものの、世界選手権代表には選出されなかった。5月の実業柔道団体では2連覇を達成した。8月の実業柔道選手権では初優勝を飾った。9月に大阪で開催された世界選手権では団体戦において出場する機会を得て、チームの優勝に貢献した。さらに10月に済州島で開催されたアジア選手権でも優勝を果たした。今大会の優勝により、谷本が世界選手権の3回戦で敗れたために得られなかったこの階級のアテネオリンピック出場権を確保する格好となった。11月の講道館杯では3位に終わったものの、12月の福岡国際では決勝で谷本をGSに入ってから効果で破って初優勝を飾り、70kg級で優勝した姉とともに姉妹優勝を果たすことになった。

#### 2004年
2004年2月のドイツ国際では決勝でオーストリアのクラウディア・ハイルをGSに入ってからの指導で破って優勝を飾るものの、4月の体重別では準決勝でセコムの吉澤穂波と対戦すると、巴投げで有効を取られるも大内刈で一旦は有効を取り返したが、場外と判断されて結局敗れた。国際大会では好結果を残していたものの、今大会で3位に終わったことによりアテネオリンピック代表の座を逃すことになった。6月の実業柔道団体は3位だった。8月の実業柔道選手権では2連覇を飾った。11月の講道館杯決勝では体重別で敗れた吉澤を効果で破って優勝した。12月の福岡国際では3回戦でドコスに有効で敗れるなどして5位に終わった。

#### 2005年
2005年2月のフランス国際決勝ではフランスのファニー・リアボフを袈裟固で破って優勝を飾ると、4月の体重別決勝でもコマツの谷本を指導1で破り、今大会2年ぶりの姉妹優勝を果たすが、世界選手権代表に選出されることはなかった。5月にタシュケントで開催されたアジア選手権では2度目の優勝を果たした。6月の実業柔道団体では優勝に貢献した。8月の実業柔道選手権では3連覇を達成した。9月にカイロで開催された世界選手権では団体戦において出場する機会を得たものの、チームは3位にとどまった。11月の講道館杯では決勝で谷本を指導2で破り2連覇を達成した。続いて韓国国際でも優勝するが、福岡国際では準決勝で吉澤に技ありで敗れて3位にとどまった。

#### 2006年
2006年2月のフランス国際では決勝でドコスに有効で敗れた。4月の体重別では準決勝で東海大学の平井希にGSに入ってから効果で敗れて3位に終わった。6月の実業柔道団体では2位だった。9月にパリで開催されたワールドカップ国別団体戦では3位にとどまったが、この大会では代表メンバーに選ばれたものの全試合に谷本が出場したため出番はなかった。11月の講道館杯決勝では体重別で敗れた平井に雪辱して3連覇を果たした。12月の福岡国際では準々決勝でデコスに指導1で敗れた。

#### 2007年
2007年2月にはドイツ国際に出場するが、初戦でハンガリーのブリジッタ・サボーに指導2で敗れた。4月の体重別では決勝で谷本にGSに入ってから小外刈の技ありで敗れた。5月にクウェートシティで開催されたアジア選手権では3度目の優勝を飾った。6月の実業柔道団体では2位だった。8月の実業柔道選手権では優勝を飾った。10月に深圳で開催された東アジア選手権では個人戦、団体戦とも2位に終わった。11月に北京で開催されたプレオリンピック大会では優勝を果たしたが、翌日の世界団体では初戦のキューバ戦でドリュリス・ゴンサレスに敗れると、最終的にチームも3位にとどまった。12月の嘉納杯では決勝で谷本に大外刈で一本勝ちして、70kg級を制した姉ともども姉妹優勝を果たした。

#### 2008年
2008年2月のフランス国際では決勝でデコスに大外刈で敗れて2位だった。続くドイツ国際では3回戦で試験的に階級を上げてきた57kg級の世界チャンピオンである北朝鮮のケー・スンヒを技ありで破ると、決勝でも後の北京オリンピック70kg級決勝で姉の雅恵が朽木倒で一本勝ちすることになるエルナンデスを指導1で破り優勝を果たした。4月の体重別では決勝で谷本を指導1で破って優勝するものの、北京オリンピック代表に選出されることはなかった。女子代表監督の日陰暢年によれば、この階級の代表選考では揉めたものの、上野は国際大会において技の掛け潰れが多い傾向にあり、谷本よりも一本を取れる技が備わっていないというのが選出されなかった理由だと説明した。しかしながら、一連の代表選考大会においてライバルの谷本に2連勝して(そのうちの1つは一本勝ち)、国際大会でも多くの一本勝ちを収めて好成績を残しながら(プレオリンピック、嘉納杯、ドイツ国際で優勝、フランス国際2位 計20戦のうち14戦で一本勝ち)上野が選出されないのは「極めて気の毒」、あるいは「理不尽な評価」とする見方もあったものの、基本的にマスコミは同じ体重別の48kg級決勝でトヨタ自動車の谷亮子が三井住友海上の山岸絵美に敗れながらもオリンピック代表に選出されて物議を醸すことになった一件のみを大きく取り扱うばかりで、63kg級における代表選考の是非に注目することはほとんどなかった。引退後のインタビューでは、2005年の体重別で優勝しながら世界選手権代表に選ばれなかった時は、技あり以上のポイントを取っていないからダメだと周囲から言いくるめられるうちに、結果として自分で自分を納得させていった。しかし、今回はさすがに選考方法に疑問を持ち、｢何で勝ったのに選ばれないんだろう｣と悔しくて納得できなかったという。6月の実業柔道団体では78kg超級の選手であるコマツの杉本美香を指導で破るなどしてチームの優勝に貢献した。8月の実業柔道選手権では5度目の優勝を飾った。10月に東京で開催された世界団体でもチームの優勝に貢献した。11月の講道館杯でも決勝で平井を指導2で破って優勝を飾った。12月の嘉納杯では決勝でスロベニアのウルシカ・ジョルニルに判定で敗れて2位にとどまった。

#### 2009年
2009年2月のグランドスラム・パリ決勝では平井に総合勝ちするなどオール一本勝ちで優勝を果たした。続くグランプリ・ハンブルクでも決勝でオランダのエリザベト・ウィルボーダスを有効で破り優勝を飾った。4月の体重別決勝では谷本をGSに入ってから体落の技ありで破ったことにより、ようやく谷本を押し退けて初の世界選手権代表に選出されることになった。体重別決勝で谷本を破ったのは今回で実に5度目のことであった。5月のグランドスラム・モスクワでは決勝でフランスの伏兵であるマリエル・プルボーに有効で敗れて2位にとどまった。6月の実業柔道団体では2位だった。8月にロッテルダムで開催された世界選手権では初戦から得意の大外刈などで一本の山を築くと、決勝でも地元のウィルボーダスを合技で破り、オール一本勝ちの圧勝で姉の雅恵に続いて世界チャンピオンとなった。12月のグランドスラム・東京では決勝で谷本歩実の妹であるコマツの谷本育実を指導3で破って優勝を飾った。

#### 2010年
2010年1月に水原で開催された世界ランキング上位16名の選手によって争われるワールドマスターズに出場すると、決勝で地元韓国の孔慈英を袈裟固で破って優勝を飾った。2月のグランドスラム・パリでは準決勝でオランダのアニカ・ファンエムデンにGSに入ってから有効で敗れて3位にとどまった。4月の体重別ではぎふ柔道クラブ24の田中美衣を指導2で破り世界選手権代表に選出された。6月の実業柔道団体では3位だった。続くグランドスラム・リオでは優勝を飾った。2010年9月に東京で開催された世界選手権では初戦から順調に勝ち上がるも、準決勝ではグランドスラム・パリで敗れたファンエムデンに苦戦して判定に持ち込まれるが3-0で勝利すると、決勝では田中と対戦してやはり旗判定までもつれ込むものの3-0で破って、世界選手権2連覇を達成した。11月の広州アジア大会では、準決勝で北朝鮮の金秀京に「グーで5、6発も殴られた」格好になり、左目が大きく腫れ上がったものの指導2で退けると、決勝でも台湾の王沁芳を袈裟固で破って優勝を果たした。試合後の検査では打撲と診断された。全柔連は今回の件で国際柔道連盟に上野が殴られたとされる準決勝の映像を提出して問題提起した。12月のグランドスラム・東京では3回戦でスロベニアのヴロラ・ベデティにGSに入ってから指導2で敗れた。

#### 2011年
2011年1月にバクーで開催されたワールドマスターズ決勝ではフランスのジブリズ・エマヌに指導2で敗れて2位にとどまった。2月のグランプリ・デュッセルドルフ決勝ではイスラエルのアリス・シュレジンガーを判定で破って優勝した。4月の体重別にはほぼ同時期にアブダビで開催されるアジア選手権に出場するためエントリーしなかった。アジア選手権では準決勝で韓国の丁多雲に判定で敗れて3位に終わると、団体戦準決勝の韓国戦でも丁多雲に指導2で敗れるが、チームは優勝を飾った。8月にパリで開催された世界選手権では2回戦でアジア選手権で連敗した丁多雲を横四方固で破ると、3回戦では昨年のアジア大会で何度も殴られて打撲させられた金秀京を大外刈で一蹴、準々決勝ではファンエムデンをGSに入ってからの有効で競い勝つと、準決勝でもジョルニルをGSにおいて横四方固で破るが、決勝では地元のエマヌに0-3の判定で敗れて3連覇はならなかった。続く団体戦決勝のフランス戦でもエマヌにGSに入ってから指導2で敗れると、チームも2位にとどまることになった。9月にはパリで開催された日仏対抗親善柔道大会に出場して、クラリス・アグベニューに大外刈と横四方固の合技で一本勝ちした。12月のグランドスラム・東京では決勝でジョルニルに指導2で敗れた。

#### 2012年
2012年1月にアルマトイで開催されたワールドマスターズ決勝では田中を有効で破り2年ぶり2度目の優勝を飾った。4月にタシュケントで開催されたアジア選手権には本来出場する必要性など全くなかったものの、今大会に出場してポイントを稼がないと世界ランキングが2位になり、ロンドンオリンピックでは決勝で対戦が予想されるエマヌとの対戦前の準決勝で得意な相手ではないジョルニルと対戦することになってしまうので、それを避けるために敢えて出場して、決勝ではモンゴルのツェデブスレン・ムンフザヤを大外刈で破り優勝を果たして、世界ランキング1位を守ることになった。5月の体重別では決勝で了徳寺学園の田中を指導2で破り、今大会7度目の優勝を飾ってオリンピック代表に選出された。7月のロンドンオリンピックでは1回戦、2回戦と勝ち上がったが、準々決勝で丁多雲に有効で敗れるが、その後の敗者復活戦を勝ち上がり、3位決定戦ではムンフザヤに優勢勝ちを収めて銅メダルを獲得した。この結果、姉雅恵と共に姉妹でメダルを獲得した。

#### 2013年
2013年には会社の人事異動によりブラジルのサンパウロに転勤することになった。8月にリオデジャネイロで開催される世界選手権まで現地の道場で練習を積むという。9月には現地における「ミツイ・スミトモ・セグーロス」での業務研修を終えて帰国した。
11月には全柔連に強化選手の辞退届けを提出して引退を表明した。今後は所属先である三井住友海上のコーチを務めることになった。

## 柔道スタイル
組み手は左組みで大外刈や体落を得意にしている。また、寝技も非常に巧みであり、とりわけしつこく技を仕掛け続け、相手を崩したらすかさず抑込技に持ち込むパターンを得意にしている。しかし、技に入る際に掛け潰れや掛け倒しが多いこともあり、場合によっては掛け逃げの反則を適用されかねない柔道スタイルとも評されていた。さらに、相四つである左組みの選手には強さを発揮する傾向にあるものの、ケンカ四つである右組みの外国選手を苦手にしていて、相手が右組みの場合は得意の大外刈が距離的に入りにくいこともあってか、格下との対戦でも苦戦するケースが少なくない。但し、同じ右組みでも国内の選手相手にはパワーで優位に立っていることなどもあり、谷本歩実相手にも分の良いところを見せていた。2008年の北京オリンピック代表選考の際には谷本に比べて一本を取れる技がないことが代表に選出されなかった理由の1つと言われているが、実際には国際大会、とりわけフランス国際(2005年、2006年、2008年)では計15試合のうち12試合で一本勝ちするなど決して一本が取れない選手だったとは言えないものの、オール一本勝ちで優勝した2009年のロッテルダム世界選手権の時も含めて左組みに対する一本勝ちが多い傾向にあった。

## エピソード
- 2011年8月には国際柔道連盟から女子柔道の現役最優秀選手に選出された[43]。
- 美食家を自認している[44]。
- 廃墟を見るのが趣味だという[3]。

## 世界ランキング
- 世界ランキングの年度別変遷

|      | 2009年 | 2010年 | 2011年 | 2012年 | 2013年 |
| ---- | ------ | ------ | ------ | ------ | ------ |
| 順位 | 1      | 1      | 2      | 1      | 29     |

(出典、JudoInside.com)。

## 主なタイトル
- 全日本選抜柔道体重別選手権 優勝 - 7回（2002～3、2005年、2008年、2009年、2010年、2012年）
- 講道館杯 優勝 - 4回（2004～5年、2006年、2008年）
- 全日本実業柔道個人選手権大会 優勝 - 5回（2003～5年、2007年、2008年）
- 全国高等学校柔道選手権大会 優勝 - 2回（2000年、2001年）
- 世界柔道選手権大会 優勝 - 2回（2009年、2010年）
- ワールドマスターズ 優勝 - 2回（2010年、2012年）
- IJFワールド柔道ツアー グランドスラム パリ 優勝 - 2回（2005年、2009年）
- IJFワールド柔道ツアー グランドスラム 東京 優勝 - 2回（2007年、2009年）
- IJFワールド柔道ツアー グランドスラム リオデジャネイロ 優勝 - 1回（2010年）
- IJFワールド柔道ツアー グランプリ デュッセルドルフ 優勝 - 4回（2004年、2008年、2009年、2011年）
- 福岡国際女子柔道選手権大会 優勝 - 1回（2003年）
- アジア大会 優勝 - 1回（2010年）
- アジア柔道選手権大会 優勝 - 4回（2003、2005年、2007年、2012年）
- 世界ジュニア柔道選手権大会 優勝 - 1回（2002年）

## 戦績
- 1998年 - 全国中学校柔道大会 2位(56kg級)
- 1999年 - 全日本ジュニア 5位
- 2000年 - 全国高校選手権 優勝
- 2000年 - 全日本ジュニア 3位
- 2000年 - アジアジュニア 3位
- 2001年 - 全国高校選手権 優勝
- 2001年 - 体重別 3位
- 2001年 - 国体 少年女子の部 優勝
- 2001年 - 全国女子体重別 優勝
- 2001年 - 福岡国際 2位
- 2002年 - ハンガリー国際 優勝
- 2002年 - 体重別 優勝
- 2002年 - 全日本女子選手権 5位
- 2002年 - フランスジュニア国際 優勝
- 2002年 - 実業柔道団体 優勝
- 2002年 - 世界ジュニア 優勝
- 2002年 - ワールドカップ国別団体戦 姉の雅恵とともに姉妹優勝
- 2002年 - 全国女子体重別 3位
- 2002年 - 福岡国際 2位
- 2003年 - フランス国際 2位
- 2003年 - 体重別 姉の雅恵とともに姉妹優勝
- 2003年 - 実業柔道団体 優勝
- 2003年 - 実業柔道選手権 優勝
- 2003年 - 世界選手権 団体戦 姉の雅恵とともに姉妹優勝
- 2003年 - アジア選手権 優勝
- 2003年 - 講道館杯 3位
- 2003年 - 福岡国際 姉の雅恵とともに姉妹優勝
- 2004年 - ドイツ国際 優勝
- 2004年 - 体重別 3位
- 2004年 - 実業柔道団体 3位
- 2004年 - 実業柔道選手権 優勝
- 2004年 - アメリカ国際 優勝
- 2004年 - 講道館杯 優勝
- 2004年 - 福岡国際 5位
- 2005年 - フランス国際 優勝
- 2005年 - 体重別 姉の雅恵とともに姉妹優勝
- 2005年 - アジア選手権 優勝
- 2005年 - 実業柔道団体 優勝
- 2005年 - 実業柔道選手権 優勝
- 2005年 - 世界選手権 団体戦 3位
- 2005年 - 講道館杯 優勝
- 2005年 - 韓国国際 優勝
- 2005年 - 福岡国際 3位
- 2006年 - フランス国際 2位
- 2006年 - 体重別 3位
- 2006年 - 実業柔道団体 2位
- 2006年 - ワールドカップ国別団体戦 3位
- 2006年 - 講道館杯 優勝
- 2007年 - 体重別 2位
- 2007年 - アジア選手権 優勝
- 2007年 - 実業柔道団体 2位
- 2007年 - 実業柔道選手権 優勝
- 2007年 - 東アジア選手権 個人戦 2位 団体戦 2位
- 2007年 - プレ・オリンピック大会 優勝
- 2007年 - 世界団体 3位
- 2007年 - 嘉納杯 姉の雅恵とともに姉妹優勝
- 2008年 - フランス国際 2位
- 2008年 - ドイツ国際 優勝
- 2008年 - 体重別 優勝
- 2008年 - 実業柔道団体 優勝
- 2008年 - 実業柔道選手権 優勝
- 2008年 - 世界団体 優勝
- 2008年 - 講道館杯 優勝
- 2008年 - 嘉納杯 2位
- 2009年 - グランドスラム・パリ 優勝
- 2009年 - グランプリ・ハンブルク 優勝
- 2009年 - 体重別 優勝
- 2009年 - グランドスラム・モスクワ 2位
- 2009年 - 世界選手権 優勝
- 2009年 - グランドスラム・東京 優勝
- 2010年 - ワールドマスターズ 優勝
- 2010年 - グランドスラム・パリ 3位
- 2010年 - 体重別 優勝
- 2010年 - グランドスラム・リオ 優勝
- 2010年 - 世界選手権 優勝
- 2010年 - 広州アジア大会 優勝
- 2011年 - ワールドマスターズ 2位
- 2011年 - グランプリ・デュッセルドルフ 優勝
- 2011年 - アジア選手権 個人戦3位 団体戦優勝
- 2011年 - 世界選手権 2位
- 2011年 - 世界団体 2位
- 2011年 - グランドスラム・東京 2位
- 2012年 - ワールドマスターズ 優勝
- 2012年 - アジア選手権 優勝
- 2012年 - 体重別 優勝
- 2012年 - ロンドンオリンピック 3位

(出典、JudoInside.com)。

## 有力選手との対戦成績
| 国籍               | 選手名                     | 内容      |
| ------------------ | -------------------------- | --------- |
| 日本の旗           | 谷本歩実                   | 8勝4敗1分 |
| フランスの旗       | ジブリズ・エマヌ           | 3敗       |
| スロベニアの旗     | ウルシカ・ジョルニル       | 4勝4敗    |
| オランダの旗       | エリザベト・ウィルボーダス | 5勝0敗    |
| オランダの旗       | アニカ・ファンエムデン     | 4勝1敗    |
| イスラエルの旗     | アリス・シュレジンガー     | 4勝0敗    |
| 中華人民共和国の旗 | 徐麗麗                     | 2勝       |
| 大韓民国の旗       | 丁多雲                     | 2勝3敗    |

(参考資料：ベースボールマガジン社発行の近代柔道バックナンバー、JudoInside.com等)。

## IJFワールド柔道ツアーにおける獲得賞金一覧
| グランドスラム・パリ2009             | 2009年2月7日   | 優勝 | 5,000ドル  |
| グランプリ・ハンブルク               | 2009年2月21日  | 優勝 | 3,000ドル  |
| グランドスラム・モスクワ2009         | 2009年5月31日  | 2位  | 3,000ドル  |
| グランドスラム・東京2009             | 2009年12月13日 | 優勝 | 5,000ドル  |
| ワールドマスターズ2010               | 2010年1月16日  | 優勝 | 6,000ドル  |
| グランドスラム・パリ2010             | 2010年2月6日   | 3位  | 1,200ドル  |
| グランドスラム・リオデジャネイロ2010 | 2010年5月21日  | 優勝 | 5,000ドル  |
| 2010年世界柔道選手権大会             | 2010年9月11日  | 優勝 | 6,000ドル  |
| ワールドマスターズ2011               | 2011年1月15日  | 2位  | 4,000ドル  |
| グランプリ・デュッセルドルフ         | 2011年2月20日  | 優勝 | 3,000ドル  |
| グランドスラム・東京2011             | 2011年12月10日 | 2位  | 3,000ドル  |
| ワールドマスターズ2012               | 2012年1月14日  | 優勝 | 6,000ドル  |
| 総計                                 |                |      |            |
| 12大会                               | ー             | ー   | 50,200ドル |

- 日本選手の場合は、獲得賞金の半分は全柔連の取り分となっていたが、2013年3月からは競技者規定が改訂されて、賞金は全額選手が受け取れることになった[45]。なお、2010年のグランドスラム・パリの場合は、獲得賞金の20%がコーチの取り分となったので、3位の賞金は1,500ドルではなく1,200ドルとなった[46]。2011年の世界選手権ではメダリストに賞金ではなく贈り物が与えられた[47]。